# Oecetis rafaeli
Oecetis rafaeli is een schietmot uit de familie Leptoceridae. De soort komt voor in het Neotropisch gebied.